# 守谷市立松ケ丘小学校
守谷市立松ケ丘小学校（もりやしりつ まつがおかしょうがっこう）は、茨城県守谷市松ケ丘四丁目に所在する市立小学校。設置前の仮称は｢南守谷小学校｣。

## 沿革
- 1994年（平成6年）4月1日 - 守谷町立守谷小学校、守谷町立高野小学校より守谷町立松ケ丘小学校として分離開校。
- 2002年（平成14年）2月2日 - 市制施行により、守谷市立松ケ丘小学校に改称。

## 教育目標
『豊かな心をもち、健康で、自ら課題を見つけて学習し、たくましく生きる子供を育てる』

## 学区
- 守谷市
  - 松ケ丘全域
  - けやき台五・六丁目
  - 百合ケ丘三丁目の一部（やなぎ町、高砂町、新明寮区域）

当地域は新興住宅地常総ニュータウン南守谷の松ケ丘地区に位置し、児童の大多数が同地区内に居住している。当小学校を卒業し、市立中学校に進学する場合はけやき台中学校もしくは守谷中学校となる。学区内に常総ニュータウン南守谷、ヒルズ美園がある。

## 交通
- 首都圏新都市鉄道つくばエクスプレス守谷駅徒歩15分
- 関東鉄道バス・「松ケ丘小入口」下車徒歩2分
- コミュニティバス｢モコバス｣Aルート「天神」下車徒歩5分